# Јовина (Козенца)
Јовина је насеље у Италији у округу Козенца, региону Калабрија.
Према процени из 2011. у насељу је живело 55 становника. Насеље се налази на надморској висини од 162 м.